# Grevillea albiflora
Grevillea albiflora är en tvåhjärtbladig växtart som beskrevs av Cyril Tenison White. Grevillea albiflora ingår i släktet Grevillea och familjen Proteaceae. Inga underarter finns listade i Catalogue of Life.